# Madalag
Madalag è una municipalità di quarta classe delle Filippine, situata nella Provincia di Aklan, nella Regione del Visayas Occidentale.
Madalag è formata da 25 baranggay:
- Alaminos
- Alas-as
- Bacyang
- Balactasan
- Cabangahan
- Cabilawan
- Catabana
- Dit-Ana
- Galicia
- Guinatu-an
- Logohon
- Mamba
- Maria Cristina

- Medina
- Mercedes
- Napnot
- Pang-Itan
- Paningayan
- Panipiason
- Poblacion
- San Jose
- Singay
- Talangban
- Talimagao
- Tigbawan